# Evionnaz
Evionnaz is een gemeente en plaats in het Zwitserse kanton Wallis, en maakt deel uit van het district Saint-Maurice.
Evionnaz telt 1.202 inwoners.
De plaats ligt aan de Rhône tussen de Walliser Alpen en de Chablais. De gemeente strekt zich uit aan de kant van de Chablais.